# Lindera laureola
Lindera laureola là loài thực vật có hoa trong họ Nguyệt quế. Loài này được Collett & Hemsl. miêu tả khoa học đầu tiên năm 1890.